# ジョン・エルトン

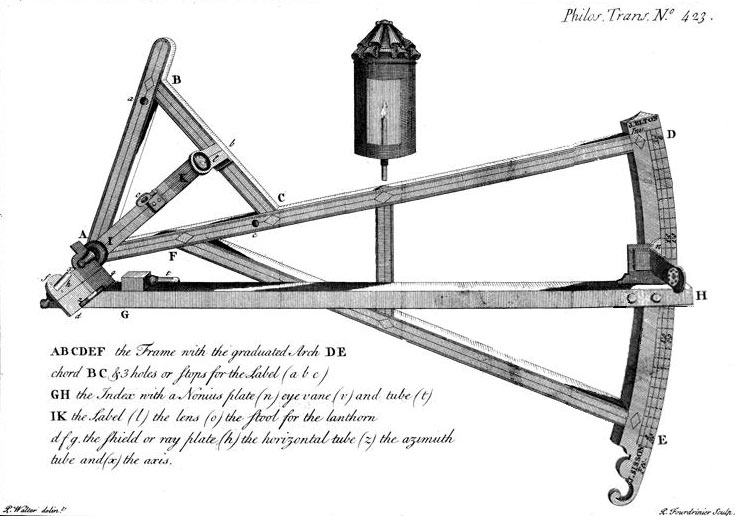
エルトンが1728年に考案した四分儀。

ジョン・エルトン（John Elton, 1751年没）は、18世紀イギリスの冒険者、船大工、船長。アフシャール朝のナーデル・シャー（在位1736年-1747年）に仕えたことで知られる（#生涯）。イギリス東インド会社の総督ジョン・マルコムには「企業家精神に満ちるが、いささか軽率」と評される（#レガシー）。

## 生涯
ロマノフ朝ロシア帝国は1735年にオレンブルク方面に探検隊を組織しており、ジョン・エルトンはこれを補佐するためロシア帝国から「船長（sea captain）」として派遣された人物である。エルトンはこの任務でアラル海を探検する予定であったが、タタール人の妨害により湖までたどり着けなかった。そこでエルトンは、カマ川、ヴォルガ川、ヤイク川といった河川が合流する低地帯の探検を自ら買って出た。この地方は当時ロシア帝国の南東方面の辺境であった。1738年1月にサンクトペテルブルクに帰還するが、ツァーリの気に入る成果をもたらさなかったため不興を買い、任務を解かれた。

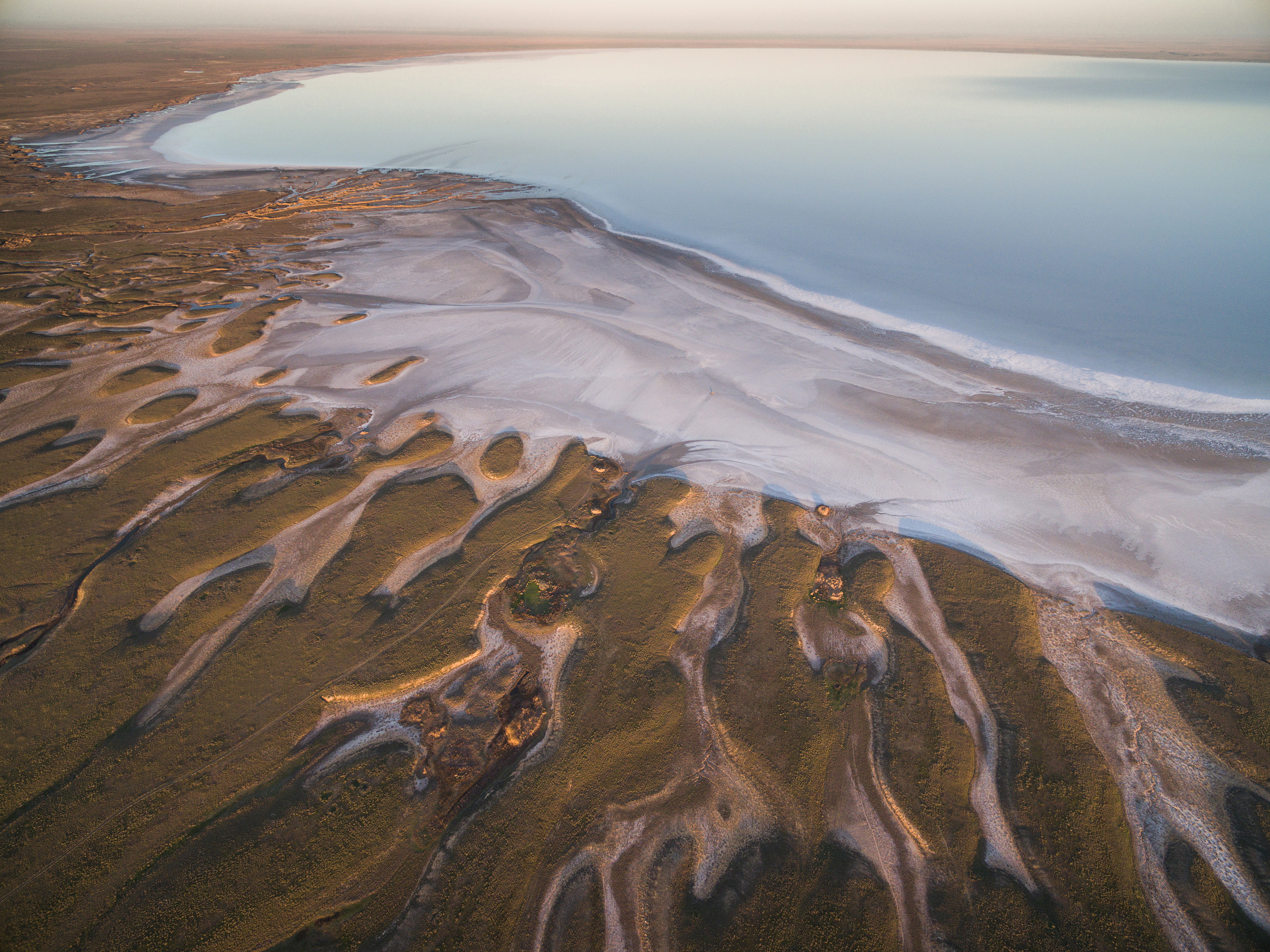
エルトン湖の湖岸。現ロシア領ヴォルゴグラード州。

同年にエルトンは、サンクトペテルブルクにいる何人かのイギリス人の貿易商のもとを回り、「ロシア帝国領内を通り、カスピ海を渡ってイランや中央アジアの国々との交易をやってみないか」と持ちかけた。 マンゴ・グレアム（Mungo Graeme）という名前のスコットランド人の若者がこの儲け話に乗り、ヒヴァやブハラで売るための品々を仕立て、1739年3月19日にモスクワを出発した。ニジニ・ノヴゴロドからアストラハンまでヴォルガ川を下り、カラガンスク（Karagansk）という場所に着いたが、そこの住民から草原の国との交易は儲けにならないといった話を聞いた。そこで、行き先をギーラーンのラシュトに変更し、旅を続けることにした。
ラシュトでは首尾よく市場を見つけ、さらにシャーの勅許も得た。勅許はイラン全土で自由に交易してよいという大きな特権を認めるものであった。エルトンはロシア会社に自分を通してイランと貿易することを提案し、1741年にロシア帝国議会がそれを承認した。エルトンは、1742年にカスピ海に面した港で2隻の船を建造し、旗艦の船長に納まった。
ロシア帝国議会は密偵を送ってエルトンの動きを把握していた。エルトンが西欧の先進技術によってカスピ海で船を建造した後、船にイギリス国旗を掲げていることを知ると、ロシア人たちは、エルトンがナーデル・シャーのために働いているのではないかという疑いを強めた。ロシア会社はジョナス・ハンウェイを派遣して、エルトンを尋問させることにした。ハンウェイは1743年12月3日にラシュトに到着したが、そこで見たのはエルトンがシャーに献上する船の建造に精を出している姿だった。ロシア帝国議会はこれに怒り、カスピ海貿易への賛助を取りやめた。これによりロシア会社は儲かる見込みがなくなった。
そのときエルトンは20門の大砲を備えた軍艦を建造中だった。エルトンは船長に内定しており、ナーデル・シャーには、カスピ海艦隊の提督にしてやるからカスピ海のすべてのロシア船を余の命令に従わせよと言われていた。エルトンはシャーの下で、2度にわたりバクーに物資を運び、ダゲスタン侵攻作戦のときはダゲスタンの海岸を偵察した。
ロシア会社は1744年10月、エルトンにイギリスへ戻るよう命じたが、エルトンはこれへの応答として、エルトンがアフシャール朝の支配領域から出るのを禁じる旨の1745年11月19日付け勅令を転送した。ロシア会社はエルトンに年金の支払いを申し出、イギリス政府も海軍にポストを用意したが、エルトンはいずれの懐柔にもなびかなかった。ロシア会社に迷惑をかけていることは棚に上げて、エルトンは、イギリス国民ならイギリスの友好国の君主に忠義を尽くすべきだと考えていた。そしてエルトンにはロシアに義理立てすることは何もなかった。1747年のナーデル・シャーの暗殺に際しては、エルトンもかろうじて暗殺の危機から逃れられ、その後、シャーの後継者の庇護を得た。しかしその後エルトンは、トルコ系遊牧民ガージャール部のモハンマドハサン・ハーンによる反アフシャール部の動きを支持した。ラシュトに迫るガージャール勢力への抵抗運動に手を貸さなかったため、エルトンは、1751年4月にギーラーンの自邸を反対派に取り囲まれ、その後ギーラーン知事ハーッジー・ジャマール・フーマニーに捕らえられた。エルトンはその後、射殺された。

## レガシー
歴史家でもあったイギリス東インド会社の総督ジョン・マルコムは、ジョン・エルトンを「企業家精神に満ちるが、いささか軽率な英国人」（“enterprising but indiscreet Englishman”）と評した。
エルトンは1739年の最初のロシア辺境探検の際に探検録を書いており、その大部分がジョナス・ハンウェイの著作 Historical Account of the British Trade over the Caspian Sea (1754) に引用されている。ロシア南東にエルトン湖という湖があるが、この湖の名称はジョン・エルトンのファミリーネームにちなんでいる。
ジョン・エルトンは四分儀を改良して1728年に特許をとっている。「エルトンの四分儀」という名称の当該発明は、1732年、王立協会発行の『フィロソフィカル・トランザクション』 に記載されている。